# Erschließungskern
Ein Erschließungskern (auch Gebäudekern) ist ein in der Regel vertikales Element eines Baukörpers, das dessen verkehrlicher und technischer Erschließung dient.
Typischerweise werden im Erschließungskern Treppen und Aufzugsschächte sowie die Steigleitungen der Gebäudetechnik für Trink- und Löschwasser, Gas, Elektrizität, Abwasser, Heizung sowie Zu- und Abluft angeordnet.
Da Erschließungskerne in der Regel notwendige Treppen und damit Fluchtwege enthalten, werden sie meist in Stahlbeton oder Mauerwerk ausgeführt werden, um die Brandschutzanforderungen zu erfüllen.
Erschließungskerne in Hochhäusern werden teilweise mit Kletterschalungen betoniert.

## Erschließungskerne als Teil des Tragwerks
In der Regel sind Erschließungskerne zusätzlich auch Teil der Tragstruktur des Gebäudes, indem sie als Auflager für Geschossdecken und insbesondere in Skelettbauten der Aussteifung gegen Windlasten dienen.
Meist wird dabei eine zentrale Lage angestrebt. Reine Skelettbauten benötigen mindestens einen Erschließungskern und eine weitere Wand zur Aussteifung.

## Architektonische Bedeutung
In Architekturstilen wie dem Strukturalismus und Metabolismus wurde teilweise der Gebäudekern betont, indem er nach außen sichtbar gemacht wurde (siehe etwa Universitätsklinikum Aachen).
Grundrisse größerer Gebäude bauen auf Raumhierarchien auf. Louis Kahn etwa verwendete die Kategorien der „bedienten“ und „dienenden“ Räume, im englischen: „served and servant spaces“. Treppenhäuser, Bäder, Lagerräume und Küchen sind dienende Räume und werden oft zu Kernen im gestalterischen Sinne gruppiert.
Dieses gestalterische Prinzip lässt sich z. B. bei Kahns Richards Medical Research Laboratories auch an der Fassade ablesen.